# Johann Nobis
Pour les articles homonymes, voir Nobis.
 (avril 2010).
Si vous disposez d'ouvrages ou d'articles de référence ou si vous connaissez des sites web de qualité traitant du thème abordé ici, merci de compléter l'article en donnant les références utiles à sa vérifiabilité et en les liant à la section « Notes et références ».
Johann Nobis (né le 16 avril 1899 à St. Georgen près de Salzbourg, mort le 6 janvier 1940 à Berlin-Plötzensee) était un objecteur de conscience autrichien. C’est à sa mémoire que l’artiste Gunter Demnig a placé la première des Stolpersteine (pierres d’achoppement) dont il y a aujourd’hui plus de 20 000.

## Biographie
Johann Nobis est né dans une ferme à Holzhausen, commune St. Georgen. Membre des témoins de Jéhovah, il refuse [Quand ?] de prêter serment à Adolf Hitler, ce qui a comme conséquence son arrestation et sa condamnation à mort par la cour martiale du Reich le 23 novembre 1939. Le 20 décembre 1939 il est déporté au bagne de Berlin-Plötzensee, où il est exécuté le 6 janvier 1940, en même temps que cinq autres témoins de Jéhovah venant de Salzbourg.
Sa lettre d’adieu à sa mère a été donnée à la DÖW (archives des documents de la résistance autrichienne). Une lettre a été écrite dans le cadre du projet A Letter To The Stars. Elle a été attachée à un ballon envoyé dans le ciel en mai 2003.

## Stolpersteine
L’artiste Gunter Demnig a installé les premières deux pierres d’achoppement officielles (Stolpersteine) devant la maison natale de Johann Nobis et son frère Matthias Nobis le 19 juin 1997, à l’invitation du fondateur du Service autrichien de la Mémoire Andreas Maislinger.